# Contram Mobilità
Contram Mobilità S.c.p.a diminuzione del nome completo "CONsorzio TRAsporti Alto Maceratese" è una società di trasporto pubblico italiano del gruppo Contram della provincia di Macerata.

## Storia
L'azienda nasce con il cambiamento del Trasporto Pubblico Locale della provincia di Macerata, che portò ad un raggruppamento di tutte le società che lo gestivano (Contram Camerino, Autolinee SASP San Ginesio, Autolinee Crognaletti Cingoli, SASA Apiro, SAP Potenza Picena e Autoservizi PORTESI Montegiorgio).

## Dati aziendali
La società si occupa del trasporto pubblico locale, (extraurbano ed urbano) e di tutti i servizi di ambito sociale e per una efficace mobilità sostenibile e che sia ritenuto utile per l'attività sociale a titolo esemplificativo e non esaustivo. Questi servizi sono il trasporto su gomma e trasporto su ferro, gestione terminal e stazioni, servizi di segnaletica, pubblicità, paline e pensiline di fermata.